# 羽田亨
羽田 亨（はねだ とおる、1882年（明治15年）5月15日 - 1955年（昭和30年）4月13日）は、日本の東洋史学者。京都帝国大学第12代総長。京都大学名誉教授。文化勲章受章者。文学博士（京都帝国大学・1922年）。

## 生涯

### 出生から研究者となるまで
1882年5月15日、京都府峰山町（後の京丹後市）に生まれた。 1904年、第三高等学校卒業。 東京帝国大学文科大学史学科に進み、白鳥庫吉に師事した。1907年7月、東京帝国大学文科大学史学科を卒業。1907年9月、内藤湖南に誘われ、新設の京都帝国大学大学院東洋史学講座に入学。たった1人の大学院生であった。1909年9月より京都帝国大学文科大学史学科の講師に就任し、東洋史学第二講座を受け持った。1913年に助教授、1924年に教授に昇進。フランスに研究留学し、ポール・ペリオとともに博士が将来した敦煌文書を調査。

### 京都帝国大学総長就任以降
1938年、同じ文学部教授だった濱田耕作京都帝国大学総長の急逝にともない、後任総長に就任。戦時下の厳しい時局の中で、人文科学研究所・結核研究所・木材研究所などの設立に尽力した。また、広い学識と知見を持った羽田の弁舌は、しばしば他大学の総長を圧倒した。その弁舌をもって、1943年には大学院学生の特別研究制度を実現させた。京都大学農学部グラウンドで行われた学徒出陣式の際には「諸君、行き給え。そして帰り給え。大学は門を開いて諸君を待っている」という訓示を行い、多くの学生が涙したと言われる。
1955年4月13日、膵臓癌に肺炎を併発して京都大学医学部附属病院で死去した。
内陸アジア研究の発展に寄与した功績を顕彰するため、1966年に旧自宅付近に「ユーラシア文化研究センター」（現在は「羽田記念館」文学研究科の附属研究施設）が設置された。

#### 職歴
- 1909年9月 京都帝国大学文科大学史学科講師（東洋史学第二講座）
- 1913年4月 京都帝国大学文科大学文学科助教授（言語学講座　教授は新村出）
- 1924年4月 京都帝国大学文学部教授（東洋史学第三講座）
- 1928年2月-5月 京都帝国大学評議員
- 1928年7月-1930年12月 京都帝国大学評議員
- 1932年10月-1934年10月 京都帝国大学文学部長
- 1936年10月-1938年11月 京都帝国大学附属図書館長
- 1938年11月-1945年11月 京都帝国大学総長
- 1945年2月 - 東方文化研究所所長（兼任）
- 1946年3月 - 同大学定年退官、京都帝国大学名誉教授。東方文化研究所所長（専任）
- 1948年3月 同所退所

#### 学外における役職
- 1936年7月 - 帝国学士院会員
- 1938年12月 - 教育審議会委員
- 1943年12月 - 日本学士院会員
- 1945年12月19日 - 貴族院勅選議員[6]（-1947年5月2日[7]）
- 1947年 - 東方学会初代会長

## 受賞・栄典
- 1945年：勲一等瑞宝章受章
- 1952年：フランス学士院よりジュリアン賞受賞
- 1953年：文化功労者
- 1953年：文化勲章を受章。
- 1954年：京都市名誉市民[8]
- 1955年1月：フランス共和国よりレジオンドヌール勲章オフィシエ章受章
- 1951年4月：従二位

## 研究内容・業績
- 内藤湖南・桑原隲藏らと共に京大東洋史学の黄金期を築き、「塞外史」の「西域史」の研究においてユーラシア大陸各地の遺文を解明するなど、日本の西域史学の確立に貢献した。内藤・桑原の亡き後は、宮﨑市定や田村實造らを率い、世界的な東洋学・東洋史研究の拠点としての京大の立場を確固たるものとした。
- トカラ語
- 主著の一つ『西域文明史概論・西域文化史』は、1992年に平凡社東洋文庫で復刊している。

## 家族・親族
- 息子：羽田明も東洋史学者（中央アジア史）。
- 孫：羽田明の長男 羽田亨一[9]は西アジア史(イラン史)研究者。東京外国語大学名誉教授[10]。
- 孫：羽田正はイスラーム史学者。東京大学名誉教授。

## 著書等

### 著書
- 『中等東洋史教科書』冨山房、1916年10月。NDLJP:985667。
- 『元朝駅伝雑考』東洋文庫〈東洋文庫叢刊 第1 附篇〉、1930年10月。NDLJP:1864881。
- 『西域文明史概論』弘文堂書房、1931年4月。NDLJP:1224603。
  - 『西域文明史概論』（4版）弘文堂書房、1940年6月。NDLJP:1919112。
  - 『西域文明史概論』（6版）弘文堂書房、1948年8月。NDLJP:1042488。
- 『西域文化史』座右宝刊行会、1948年6月。NDLJP:1042487。
- 『羽田博士史学論文集』 上巻（歴史篇）、東洋史研究会〈東洋史研究叢刊 3之1〉、1957年11月。
- 『羽田博士史学論文集』 下巻（言語・宗教篇）、東洋史研究会〈東洋史研究叢刊 3之2〉、1958年11月。
- 『西域文明史概論・西域文化史』平凡社〈平凡社東洋文庫 545〉、1992年2月。ISBN 9784582805451。ワイド版、2008年
- 『羽田亨日記』京都大学大学文書館〈京都大学大学文書館資料叢書 1〉、2019年3月。

### 編書
- 『支那学論叢 内藤博士還暦祝賀』弘文堂書房、1926年5月。
- 『東洋史教授資料』冨山房、1932年11月。
- 『満和辞典』京都帝国大学満蒙調査会、1937年12月。
  - 『満和辞典』（復刻版）国書刊行会、1972年7月。ISBN 9784336000033。
- 『飛鳥・奈良時代の文化』武田薬品工業、1955年5月。

### 監修
- 『宋元時代』誠文堂新光社〈東洋文化史大系 第4巻〉、1938年1月。

### 共編
- ポール・ペリオ・羽田亨共編 編『燉煌遺書』 第1集、東亜攻究会、1926年12月。NDLJP:967078。

### 記念論集
- 羽田博士還暦記念会編 編『東洋史論叢 羽田博士頌寿記念』東洋史研究会、1950年11月。

### その他
- 東方学会 編『東方学回想 Ⅳ 先学を語る（3）』刀水書房、2000年5月。ISBN 9784887082502。

弟子達の座談会での回想を収録